# Constantin Enache (deputat)
Constantin Enache (n. 16 decembrie 1946) este un fost deputat român în legislatura 1992-1996, ales în județul Bacău pe listele PDSR. Constantin Enache a demisionat pe data de 15 martie 1995 și a fost înlocuit de deputatul Aron Ioan Popa.